# Goodbye Kansas Studios

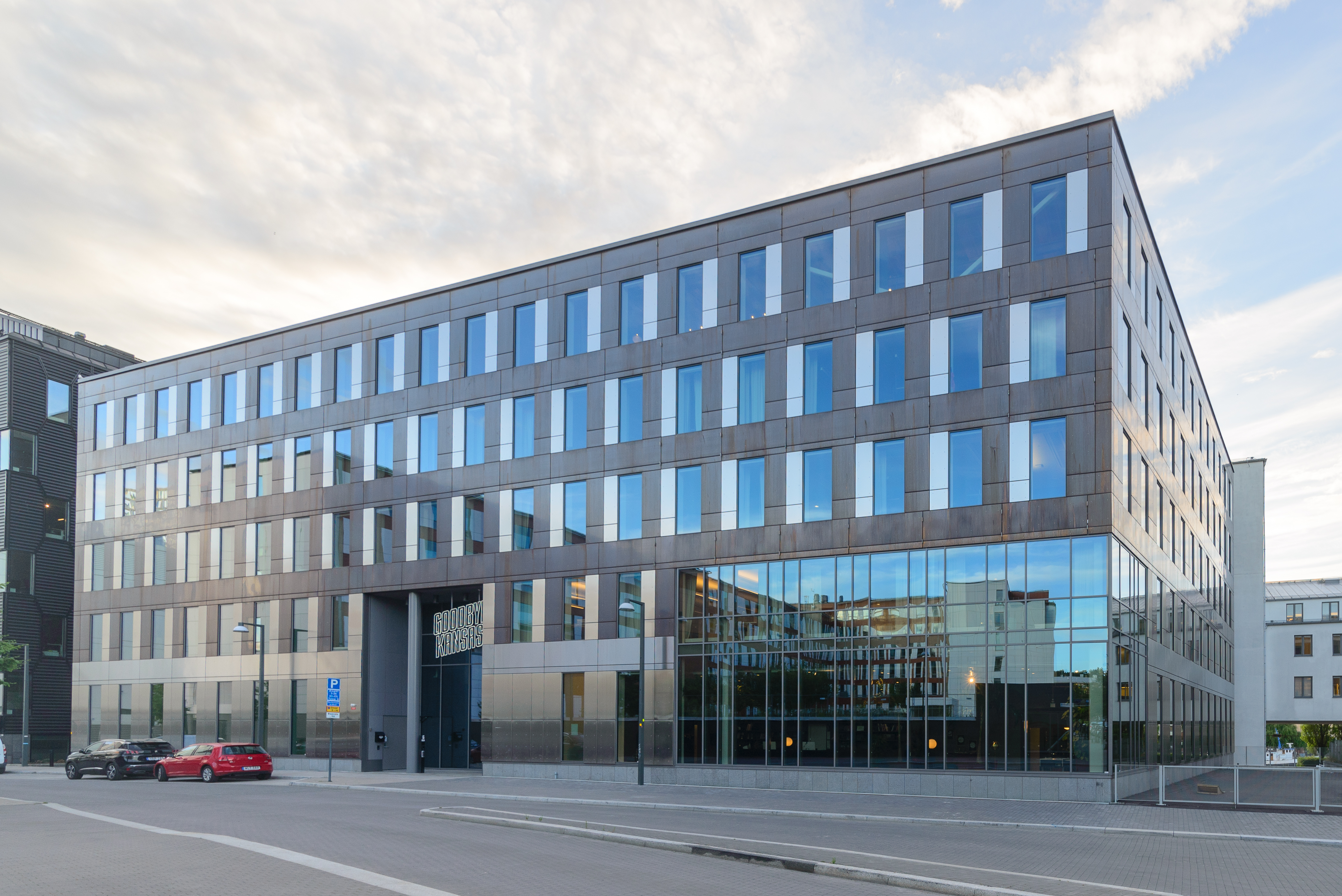
Företagets kontor i Hammarby sjöstad, Stockholm.

Goodbye Kansas Studios grundades av Peter Levin och Annika Torell Österman och är ett svenskt filmproduktionsbolag med fokus på VFX, CG-produktion och animation. Bolaget bildades 2017 då fyra studios gick samman: Fido film, Bläck studios, Imagination studios och Pixel Grinder. Dessa studios hade drivits som separata men samarbetande företag sedan 2014 under Goodbye Kansas Holding. Fido grundades redan 2000 men fick ekonomiska problem 2013. Likaså räddades Imagination Studios ur konkurs medan teamet i Bläck var en startup. Endast Pixel Grinder förvärvades in till Goodbye Kansas Studios. Tillsammans bildade de ett av nordens största vfx & animationshus.
Goodbye Kansas arbetar med VFX, digitala effekter och animationer för långfilmer, TV-serier, reklamfilmer och Dataspel. 2019 flyttade bolaget till helt nya lokaler i Hammarby Sjöstad. Byggnaden innehåller också en helt platsbyggd Motion Capture-studio, för inspelningar av rörelser till t.ex. dataspel eller helt digitala filmer. Bolaget producerar även dataspels-trailers från ax till limpa och har en egen 3D Face & Body-scanning.
Goodbye Kansas har sitt huvudkontor i Stockholm, men har också en studio i London .
Bolaget förvärvades våren 2020 av Bublar group.  Året efter bytte Bublar Group namn till Goodbye Kansas Group.
Hösten 2020 vann Goodbye Kansas regeringens exportpris för de kulturella och kreativa näringarna 2019.